# Jan Schindler
Jan Schindler (Cheb, Checoslovaquia, 4 de septiembre de 1978) es un deportista checo que compitió en remo.
Ganó una medalla de oro en el Campeonato Europeo de Remo de 2007, en la prueba de ocho con timonel. Participó en los Juegos Olímpicos de Atenas 2004, ocupando el octavo lugar en la prueba de cuatro scull.

## Palmarés internacional
| Campeonato Europeo | Campeonato Europeo | Campeonato Europeo | Campeonato Europeo |
| Año                | Lugar              | Medalla            | Prueba             |
| ------------------ | ------------------ | ------------------ | ------------------ |
| 2007               | Poznań (Polonia)   | Medalla de oro     | Ocho con timonel   |